# Hrehory Dołmat
Hrehory Dołmat Rozmiar (zm. przed 2 sierpnia 1634) – chorąży starodubowski w latach 1621–1632.
Poseł nowogródzki na sejm 1627 roku. Był elektorem Władysława IV Wazy z województwa nowogródzkiego w 1632 roku.